# Novate Milanese
Novate Milanese (, Novaa AFI: [nuˈaː] in dialetto milanese) è un comune italiano di 20 256 abitanti della città metropolitana di Milano in Lombardia.
Il comune, la cui prima risultanza storica risale all'877, ha a lungo assunto la qualificazione di piccola località rurale inserita nel contesto agricolo della periferia milanese, facendo parte dapprima del contado della Martesana, poi del contado di Milano e del feudo di Desio, costituendo in seguito un feudo autonomo insieme a Roserio, fino a confluire nella Repubblica Cisalpina.
Legato ad un trascorso agricolo, nel corso del Novecento il comune affronta un profondo sviluppo urbanistico ed economico, con l'espansione dell'abitato oltre i confini del centro storico e con l'avvento di nuove realtà economiche industriali e commerciali, registrando al contempo un rapido incremento demografico, anche dovuto ai fenomeni migratori interni all'Italia nel secondo dopoguerra, consolidandosi come realtà cittadina dell'area metropolitana milanese. Il comune è stato insignito del titolo di città dal Presidente della Repubblica Carlo Azeglio Ciampi nel gennaio 2004.

## Geografia fisica

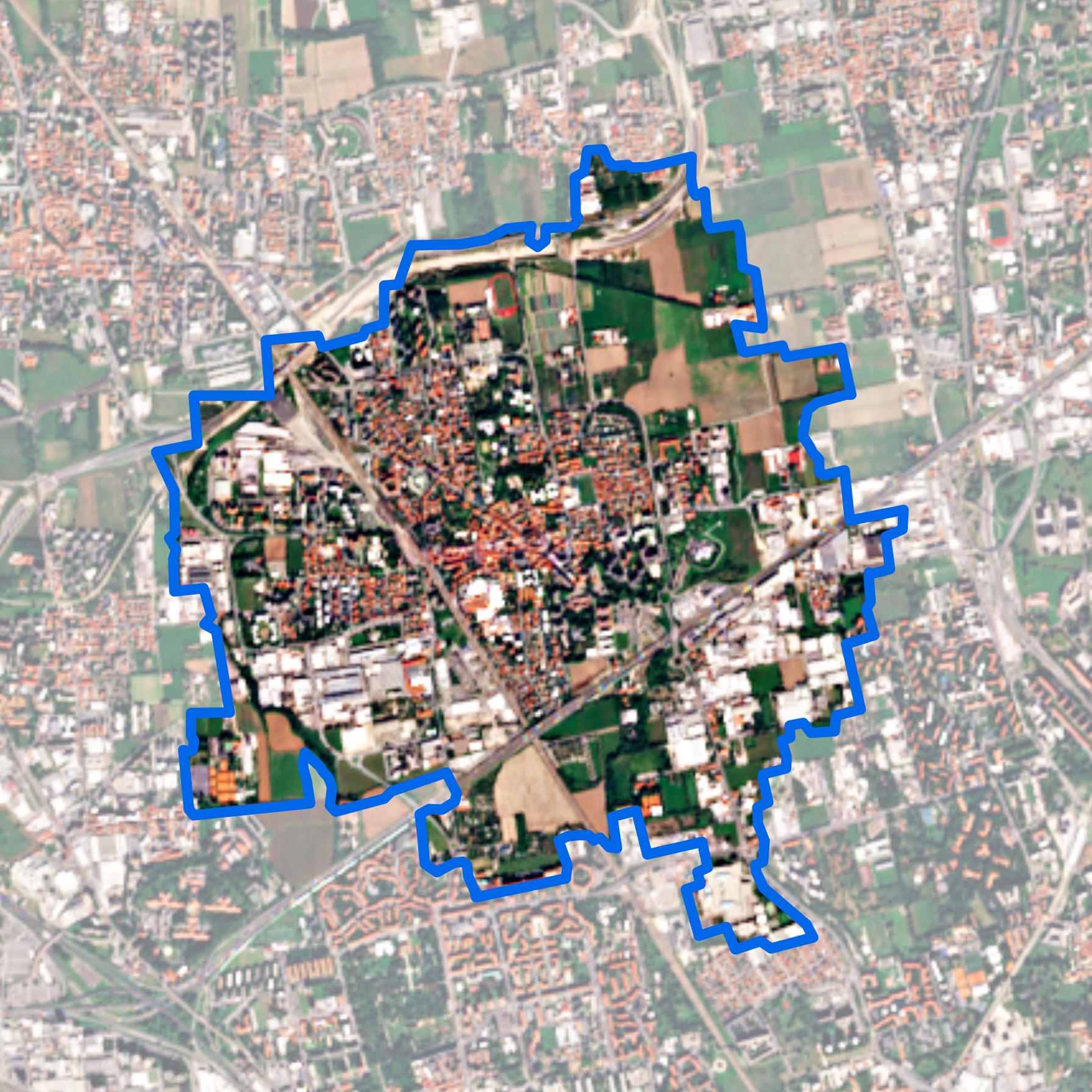
Vista satellitare della città, catturata durante la missione Copernicus Sentinel-2

### Territorio
Il territorio novatese è interamente pianeggiante, con un'altitudine di 146,76 m s.l.m., con un dislivello massimo di 10 metri, dato da un'altitudine minima di 140 m s.l.m. nella porzione meridionale della città e un'altitudine massima di 150 m s.l.m. nella porzione settentrionale.

#### Geologia
La geologia generale del territorio comunale di Novate Milanese è caratterizzata da una facies superficiale di depositi fluvio-glaciali quaternari, riferibili al tardo rissiano-würmiano, che vanno a costituire i litotipi principali della pianura dove sorge il comune.
L'individuazione delle tipologie rocciose che compongono il suolo novatese è resa tuttavia particolarmente difficoltosa dalla ampia urbanizzazione che il territorio ha subito, specialmente a partire dal Novecento, comportando un sostanziale mutamento da ambito prevalentemente agricolo ad ambito densamente urbanizzato.
In particolare, la litologia del territorio comunale è rappresentata da ghiaie ben gradate con intercalazioni sabbiose. Nel complesso, inoltre, la geologia territoriale del comune non ha presentato particolari fenomeni geodinamici e non versa in condizioni di criticità.
Per quanto concerne l'aspetto geomorfologico, la conformazione del territorio è stata determinata e ha risentito dei processi di origine fluvio-glaciale che ne hanno modellato l'aspetto, originando depositi alluvionali suborizzontali, con debole immersione da nord verso sud (inferiore al 4‰) e con relative formazioni di terrazzi alluvionali quaternari.
Il progressivo insediamento antropico ha modificato in maniera significativa i terreni superficiali, specialmente determinando un'estesa distribuzione di terreni impermeabilizzati.
In generale, i litotipi ghiaiosi-sabbiosi dei comuni della città metropolitana di Milano passano a granulometrie più fini andando da nord verso sud. In tali terreni si registra la presenza di falde libere, intercalate a litotipi argillosi e, talora, litotipi permeabili.
I suoli moderatamente profondi, su substrati ghiaiosi, appaiono caratterizzati da scheletro scarso, tessitura media, reazione subacida o neutra, saturazione medio-alta, drenaggio medio-buono e il materiale ciottoloso non appare calcareo. Si distinguono poi suoli molto profondi su substrato ghiaioso-ciottoloso calcareo, caratterizzati da scheletro frequente in superficie e abbondante in profondità, tessitura media, maggiormente grossolana con l'aumentare della profondità e drenaggio buono.
Per quanto concerne il profilo pedologico, si distinguono la porzione centro-occidentale del territorio novatese che appartiene all'ambito della media pianura idromorfa e la porzione nord-orientale che si classifica invece come alta pianura.

Reticolo idrico principale: Reticolo idrico secondario:

#### Idrografia
Dal punto di vista idrografico, il reticolo idrico principale del territorio novatese vede la presenza di due torrenti di origine naturale: la Garbogera e il Pudiga (anche nelle varianti Pudega o Pudica); ad essi si aggiunge un reticolo, detto secondario, composto dai fontanili e da canali artificiali.
Il torrente Garbogera si origina a Birago, frazione di Lentate sul Seveso, e attraversa il comune di Novate Milanese giungendo da Bollate, in posizione nord occidentale, raggiungendo Milano, in posizione sud orientale, scorrendo per buona parte in tombinatura sotterranea.
Il torrente Pudiga nasce nel Parco delle Groane e scorre da nord-ovest a sud-est, attraversando Novate Milanese per un breve tratto nella porzione sud occidentale del comune, nell'area a confine con Milano, coincidendo per un tratto esattamente con il limite amministrativo dei due comuni. Il torrente prosegue poi in territorio milanese per alcune centinaia di metri, per essere a quel punto tombinato fino a confluire nel tratto dell'Olona di viale Serra.
In aggiunta ai torrenti che compongono il reticolo idrico principale, è presente una rete di canali di derivazione del Villoresi, di costruzione artificiale, con massiccia presenza nell'area sud orientale del comune, nonché parzialmente presso il parco della Balossa. Sempre nell'area della Balossa sono presenti alcuni antichi fontanili, in parte abbandonati.

### Clima
L'estrema vicinanza con il capoluogo metropolitano rende il clima novatese in buona sostanza assimilabile al clima di Milano, con riferimento ai dati registrati dalla stazione meteorologica di Milano Linate. Con la vicina Milano, Novate Milanese ha condiviso anche eventi meteorologici di portata eccezionale comuni all'area del milanese, come la nevicata del 1985.
Dal punto di vista degli eventi climatici, Novate Milanese è inserita dalla regione nella zona omogenea idro-meteo IM-09 (area denominata "Nodo idraulico di Milano" e comprendente la fascia pedemontana occidentale e l'area metropolitana milanese ove si articola il reticolo dell'Olona, del Seveso e del Lambro), nella zona omogenea neve NV-11 (corrispondente alla pianura milanese) e nella zona omogenea incendi boschivi IB-14 (comprendente i parchi regionali Valle del Ticino, Agricolo Sud Milano, Nord Milano e Adda Nord).
Comunemente agli altri comuni della città metropolitana di Milano, Novate Milanese non è soggetta al rischio di valanghe.
Novate Milanese, al pari degli altri comuni toccati dal Parco Nord Milano, è interessata nel periodo tra dicembre e maggio da episodi di Föhn, vento secco e caldo proveniente dai rilievi alpini, che raggiunge il suo apice d'intensità nel mese di marzo.
La massiccia presenza di rilievi montuosi che attorniano Novate e, più generalmente, tutto il milanese, fanno sì che l'atmosfera abbia una scarsa capacità dispersiva, comportando l'accumulo degli inquinanti atmosferici. Tale caratteristica orografia favorisce inoltre l'insorgere di perturbazioni di origine atlantica.
Con riferimento ai dati ufficiali del trentennio 1971-2000, i picchi di temperatura si sono registrati nel massimo a 37,2 °C (1983) e −14,4 °C (1985) nel minimo. Il mese più caldo è risultato essere quello di luglio, mentre il più freddo quello di gennaio. Il clima è nel complesso caratterizzato da inverni rigidi ed estati calde.
Nel trentennio preso in esame, l'umidità relativa è rimasta compresa tra minimi del 70% e massimi dell'84%, con valori più elevati nelle stagioni autunnale e invernale. I giorni medi di pioggia sono risultati essere 82 l'anno, con precipitazioni quantificate complessivamente in 920 millimetri di pioggia, concentrate prevalentemente in primavera e autunno.
| Milano-Linate (1971-2000)       | Mesi         | Mesi         | Mesi        | Mesi        | Mesi        | Mesi        | Mesi        | Mesi        | Mesi        | Mesi              | Mesi        | Mesi        | Stagioni | Stagioni | Stagioni | Stagioni | Anno  |
| Milano-Linate (1971-2000)       | Gen          | Feb          | Mar         | Apr         | Mag         | Giu         | Lug         | Ago         | Set         | Ott               | Nov         | Dic         | Inv      | Pri      | Est      | Aut      | Anno  |
| ------------------------------- | ------------ | ------------ | ----------- | ----------- | ----------- | ----------- | ----------- | ----------- | ----------- | ----------------- | ----------- | ----------- | -------- | -------- | -------- | -------- | ----- |
| T. max. media (°C)              | 5,9          | 9,0          | 14,3        | 17,4        | 22,3        | 26,2        | 29,2        | 28,5        | 24,4        | 17,8              | 10,7        | 6,4         | 7,1      | 18,0     | 28,0     | 17,6     | 17,7  |
| T. min. media (°C)              | −0,9         | 0,3          | 3,8         | 7,0         | 11,6        | 15,4        | 18,0        | 17,6        | 14,0        | 9,0               | 3,7         | 0,1         | −0,2     | 7,5      | 17,0     | 8,9      | 8,3   |
| T. max. assoluta (°C)           | 21,7 (1982)  | 23,8 (1990)  | 27,3 (1997) | 27,0 (1975) | 31,7 (1993) | 35,4 (1996) | 37,2 (1983) | 37,1 (1998) | 33,0 (1983) | 30,4 (1997)       | 20,4 (1979) | 18,1 (1991) | 23,8     | 31,7     | 37,2     | 33,0     | 37,2  |
| T. min. assoluta (°C)           | −14,4 (1985) | −12,8 (1991) | −7,4 (1971) | −3,8 (1991) | 1,2 (1991)  | 8,0 (1991)  | 10,1 (1974) | 8,4 (1972)  | 3,0 (1972)  | −2,3 (1973, 1997) | −6,0 (1983) | −9,9 (1981) | −14,4    | −7,4     | 8,0      | −6,0     | −14,4 |
| Giorni di calura (Tmax ≥ 30 °C) | 0            | 0            | 0           | 0           | 0           | 4           | 14          | 12          | 1           | 0                 | 0           | 0           | 0        | 0        | 30       | 1        | 31    |
| Giorni di gelo (Tmin ≤ 0 °C)    | 18           | 13           | 4           | 1           | 0           | 0           | 0           | 0           | 0           | 0                 | 5           | 16          | 47       | 5        | 0        | 5        | 57    |
| Precipitazioni (mm)             | 58,7         | 49,2         | 65,0        | 75,5        | 95,5        | 66,7        | 66,8        | 88,8        | 93,1        | 122,4             | 76,7        | 61,7        | 169,6    | 236,0    | 222,3    | 292,2    | 920,1 |
| Giorni di pioggia               | 7            | 5            | 7           | 8           | 9           | 8           | 5           | 7           | 6           | 8                 | 6           | 6           | 18       | 24       | 20       | 20       | 82    |
| Giorni di nebbia                | 21           | 12           | 5           | 2           | 1           | 1           | 1           | 1           | 4           | 12                | 16          | 17          | 50       | 8        | 3        | 32       | 93    |
| Umidità relativa media (%)      | 83           | 75           | 70          | 72          | 72          | 71          | 70          | 72          | 74          | 80                | 83          | 84          | 80,7     | 71,3     | 71       | 79       | 75,5  |

## Origini del nome
Il toponimo "Novate", secondo alcuni, trarrebbe origine dal latino novatum, equivalente dell'odierno novale termine usato per definire un campo rimesso a coltura dopo un periodo di riposo; secondo altri, invece, il nome deriverebbe dall'antico cognomen romano Novus. Sebbene entrambe le teorie abbiano un fondamento storico, con gli studi più recenti si ritiene maggiormente plausibile la prima teoria, anche in considerazione della lunga destinazione rurale delle terre novatesi.
La specificazione "milanese" è stata introdotta per regio decreto nel 1862, al fine di evitare fraintendimenti con le omonime località lombarde di Novate Mezzola e di Novate Brianza, frazione di Merate.

## Storia

### Medioevo

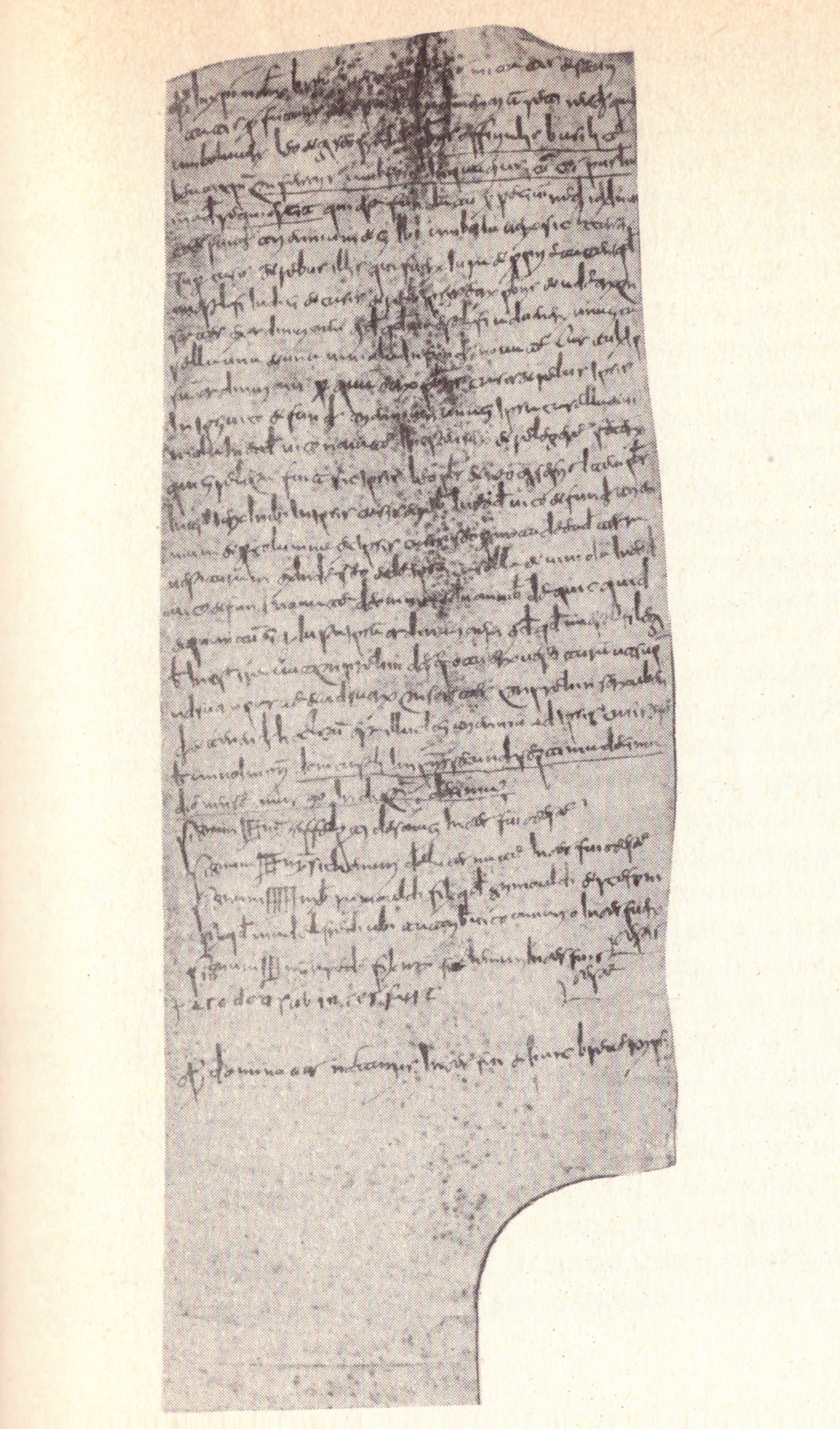
L'atto notarile del 17 marzo 877, nel quale per la prima volta compare il nome di Novate.

Il primo documento che attesta l'esistenza di Novate Milanese risale al 17 marzo 877, giorno in cui si registrò a Trenno un atto notarile relativo all'acquisizione di alcuni terreni – tra i quali figuravano una casa e una vigna a Novate – da parte della basilica di Sant'Ambrogio di Milano, come frutto di un lascito testamentario. Nel Medioevo, Novate fece parte della pieve di Bollate e del contado della Martesana, una vasta circoscrizione agricola intorno a Milano, per quanto dal un punto di vista politico e sociale la città risentì molto anche delle vicende di Milano.
Nel X e XI secolo, Novate poteva essere definita "vicus", ossia un borgo agricolo periferico: in questi anni, da un atto datato 1042 si è attestata l'esistenza di una chiesa dedicata a san Protaso, che divenne nei secoli seguenti la chiesa parrocchiale principale della città. Nel 1385, Novate fu scorporata dal contado della Martesana e aggregata al contado di Milano, seguendone da quel momento più intimamente le vicende politiche, incluso l'avvento della signoria sforzesca nel 1450 con Francesco Sforza. In questo periodo storico si affermarono nel milanese alcune personalità della famiglia da Novate, tra le quali Bertola da Novate, ingegnere ducale che contribuì alla realizzazione di opere pubbliche sia per il governo visconteo, sia per quello sforzesco, tra cui il naviglio della Martesana.
Nel 1461, fu fondata a Novate Milanese la Confraternita della Natività della Vergine Maria, che gestì diversi beni e terreni nella città fino al XVIII secolo, influendo significativamente sulla storia religiosa della città.
Nel 1476, Novate venne inclusa nel feudo di Desio, attribuito da Galeazzo Maria Sforza alla sua cortigiana e amante Lucia Marliani: tal evento segnò un punto di parziale allontanamento della storia di Novate dalle vicende politiche di Milano, venendosi a legare maggiormente con le vicende del feudo desiano. Nel 1482, alla morte di Lucia Marliani, il feudo passò ai suoi figli Galeazzo e Ottaviano Maria Sforza.

### Età moderna

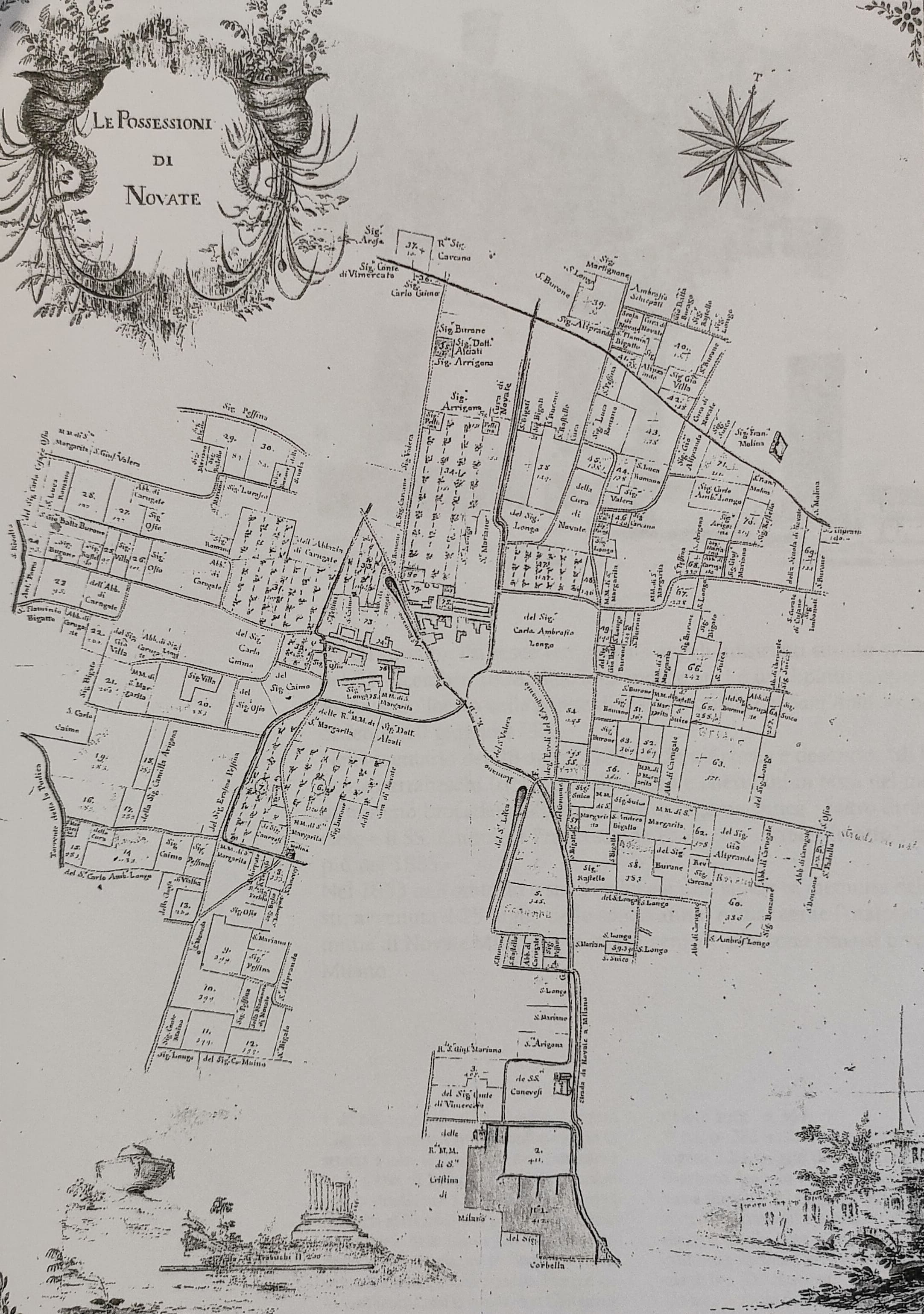
Cabreo delle terre novatesi di proprietà del Consorzio della Misericordia di Milano al marzo 1683

Tra il 1500 e il 1520, il feudo di Desio passò a fasi alterne sotto il controllo degli Sforza e dei francesi, fino ad essere assegnato nel 1520 a Ottaviano Ro. Successivamente, la contea passò a vari feudatari fino ad arrivare nel 1580 alla famiglia Manrique de Lara, che mantenne controllo del feudo per 96 anni. Nel corso della prima metà del Cinquecento si ebbe inoltre a Novate Milanese la costruzione dell'oratorio dedicato ai santi Nazario e Celso, a fronte di un pio legato. Nel 1674, le terre di Novate furono scorporate dal feudo desiano e vendute alla Regia Camera Ducale, che immediatamente le rivendette alla famiglia Pogliaghi, dando vita a un nuovo feudo di Novate e Roserio.
Nel 1683, fu redatto un cabreo che descriveva le terre di Novate, offrendo informazioni sulla geografia locale della città, al quale seguì nel 1722 la compilazione del catasto di Carlo VI, che forniva dettagli sulle proprietà terriere e sulla configurazione urbana del comune.
Nel 1731, un'epidemia di vaiolo colpì la popolazione locale, causando tra essa 31 vittime, e negli anni seguenti si verificò un nuovo calo nel numero degli abitanti in conseguenza di alcuni vicini eventi bellici, connessi alla guerra di successione polacca. Nonostante tali avvenimenti, la parrocchia di Novate continuava a essere visitata regolarmente dagli arcivescovi. Nel 1770, la popolazione di Novate ammontava a 970 abitanti e nel 1786 venne inaugurato un nuovo cimitero, distinto rispetto a quello annesso alla chiesa parrocchiale.

### Età contemporanea

Panorama della città, con gli edifici di costruzione postbellica, fotografato a metà anni Ottanta

Nel periodo precedente all'Unità d'Italia, Novate Milanese subì consistenti trasformazioni dal punto di vista politico e sociale; a partire dalla fine del Settecento, in seguito a un decreto del governo austriaco, venne sciolta la Confraternita della Natività della Vergine e i suoi beni furono venduti, mentre nel 1800, con l'abolizione dei diritti feudali, Novate si liberò definitivamente da ogni vincolo feudale.
Durante il periodo napoleonico, la Lombardia conobbe vari cambiamenti, tra cui l'istituzione di diverse opere pie locali, come l'opera pia Bollini. In seguito alla seconda guerra d'Indipendenza, Novate entrò a far parte del Regno di Sardegna e, nel 1861, del nuovo Regno d'Italia; tale evento portò l'anno seguente alla modifica del nome del paese che passò da Novate a Novate Milanese, al fine di evitare confusione con le omonime località lombarde.
Verso la fine del XIX secolo, Novate era ancora un centro agricolo, ma l'emigrazione verso le Americhe e l'espansione industriale segnarono l'inizio di una fase di sviluppo. Negli anni successivi nacquero importanti cooperative edilizie e fu avviato un movimento operaio di stampo socialista. Il XX secolo portò Novate a un rapido sviluppo urbano e industriale, che poté specialmente consolidarsi dopo il termine della seconda guerra mondiale, periodo in cui la città osservò una significativa crescita demografica, come conseguenza dei fenomeni migratori interni all'Italia. Nella seconda metà del Novecento, la città fu interessata da una profonda espansione urbanistica con la costruzione di nuovi edifici sulle terre un tempo agricole e con la trasformazione delle preesistenti costruzioni rurali.

### Simboli
Lo stemma e il gonfalone attuali sono stati concessi con DPR del 10 gennaio 1984.
Stemma
L'origine dello stemma è certa: esso ricalca fedelmente l'antico stemma dei Da Novate, famiglia originaria di Novate Milanese, nota già dal XIII secolo, il cui stemma risulta miniato a pagina 247 dello Stemmario Trivulziano.
Il primo stemma attribuito al comune risale al 1933, e fu proposto dal cavalier Francesco Forte dell'Archivio di Stato di Milano.
Tale stemma era blasonato come segue:
(R.D. del 26 gennaio 1933)
Questo stemma, tuttavia, nasceva sulla base di un errore nella ricerca araldica dei relativi elementi: essi si riferivano non alla famiglia Manríquez, in passato feudataria del comune, quanto piuttosto alla famiglia Mendoza, spagnola, che mai ebbe alcun rapporto con la città.
Nel 2004, in seguito alla concessione del titolo di città, lo stemma venne aggiornato con i relativi ornamenti.
Gonfalone
Il gonfalone munito del nuovo stemma avrebbe sfilato pubblicamente lungo le vie novatesi per la prima volta nel corso dell'anniversario della liberazione d'Italia del 25 aprile 1984.
Sempre un drappo d'azzurro era pure il precedente gonfalone del comune, concesso unitamente allo stemma con il Regio Decreto del 26 gennaio 1933.

## Monumenti e luoghi d'interesse

### Architetture religiose
Chiesa dei Santi Gervaso e Protaso

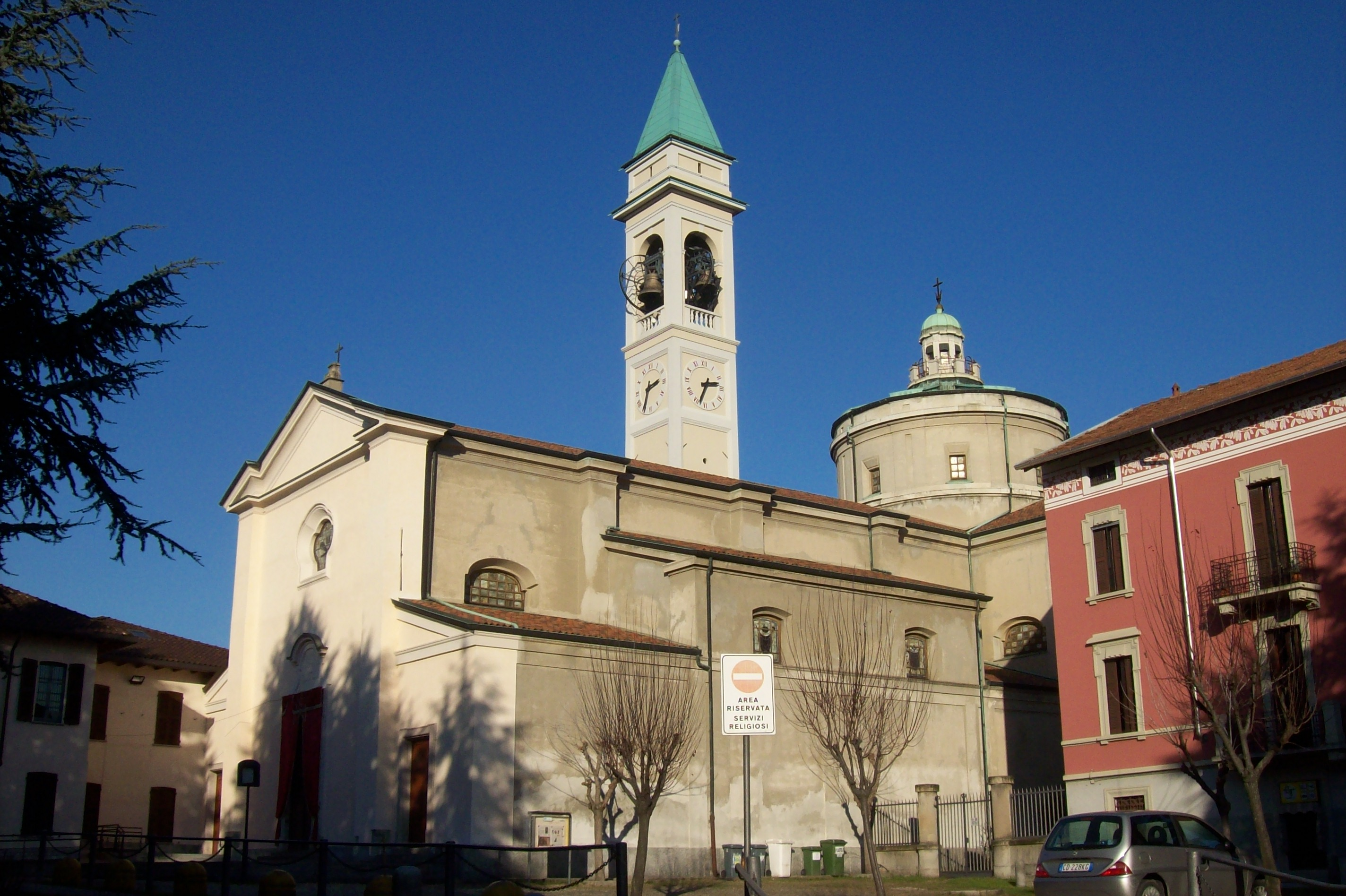
La chiesa dei Santi Gervaso e Protaso

La chiesa dei Santi Gervaso e Protaso è il più antico edificio religioso della città, con prime notizie certe risalenti al 1042. Dopo l'intervento del cardinale Carlo Borromeo nel 1573, la chiesa subì varie trasformazioni, per arrivare a presentarsi come un edificio a croce latina a tre navate con cappelle laterali, un campanile alto circa cinquanta metri e una vasta cripta sottostante. Al suo interno è conservato il dipinto a olio Natività della Vergine, realizzato nel 1618 da Camillo Procaccini raffigurante una scena della natività di Maria.
Chiesa della Sacra Famiglia
La chiesa della Sacra Famiglia è ubicata nella zona ovest della città ed è stata inaugurata il 4 luglio 1959. L'edificio, con tetto a falda e campata unica, presenta al suo interno una doppia serie di affreschi relativi rispettivamente all'Antico e al Nuovo Testamento a campata unica con tetto a falda, oltre ad una Via Crucis realizzata in terracotta.  Nel piazzale esterno è presente dal 1966 una piccola grotta della Madonna di Lourdes. Nel 2017 è stata oggetto di un restauro esterno che ha portato alla realizzazione di una controfacciata in mattoni.
Chiesa di San Carlo Borromeo
La chiesa di San Carlo Borromeo serve il quartiere nord della città. Completata nel 1994, la chiesa è stata progettata dall'architetto Angelo Galesio e si presenta una navata unica con un'imponente vetrata nella parete di fondo. All'interno, oltre ad alcune opere d'arte volute da Giovanni Testori, è presente un imponente organo del 1828, restaurato e installato sopra l'altare.
Oratorio dei Santi Nazario e Celso

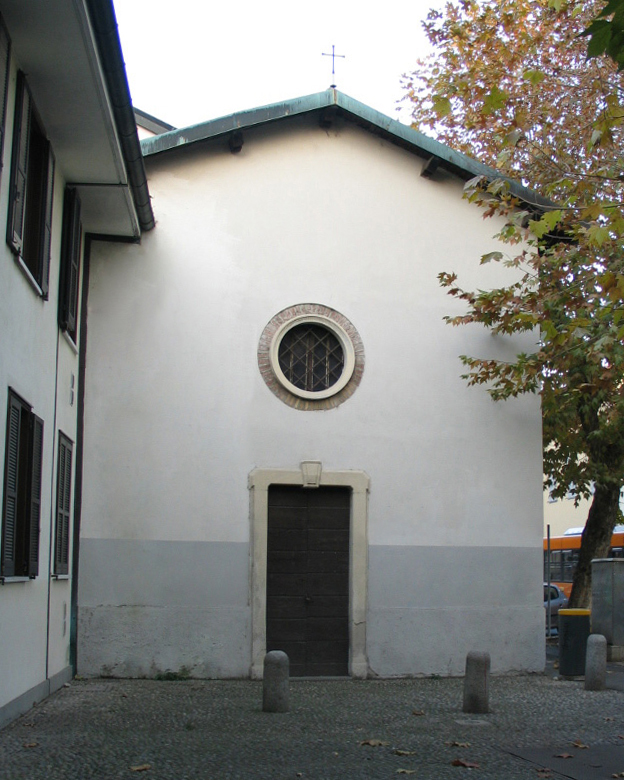
Il Gesiö

Colloquialmente noto con l'appellativo milanese Gesiö, l'oratorio dedicato ai santi Nazario e Celso fu costruito nel Cinquecento per volontà testamentaria del senatore ducale Bernardino Busti, colpito dalla peste nel 1529. L'edificio ha ospitato nei secoli diverse opere d'arte, fino a diventare proprietà comunale nel 1992 ed essere oggetto di un profondo restauro conclusosi nel settembre 2023 con la riscoperta di numerose peculiarità architettoniche e artistiche.

### Architetture civili
1 Villa Metti
2 Villa dell'Oca
3 Villa Paracchi
4 Villa Reina
5 Villa Venino
6 Villa Testori
Villa Metti
Ubicata in piazza Martiri della Libertà, nella parte sud del centro storico, la sua costruzione risale al XIX secolo. Villa Metti si presenta come un blocco lineare di due piani fuori terra con un portico in facciata, circondata su tre lati dal giardino e con il lato settentrionale, dove è posto l'ingresso principale, addossato agli edifici di via Repubblica.
La villa, dopo aver subito una serie di interventi di recupero, si presenta come un edificio a volume compatto, cui fanno da contrappunto il portico, la grande magnolia ed il giardino, quest'ultimo reso pubblico e visibile dopo la demolizione del muro di cinta. La villa rimane in uso, ospitando residenze e uffici privati.
Villa dell'Oca
Sita in via Bertola da Novate, nella parte nord-ovest del centro storico, la sua costruzione risale alla fine del XIX secolo. La villa si presenta come un edificio a pianta quadrata in un unico blocco composto da due piani fuori terra e circondata da un giardino, con ingresso sul lato est della via.
La struttura ha mantenuto un ottimo stato di conservazione, tanto per l'integrità strutturale, quanto per le decorazioni e gli elementi di pregio architettonico presenti sulle facciate esterne. Sulle pareti perimetrali trovano infatti posto le pregiate cornici marcapiano, la zoccolatura in pietra e gli angolari, oltre alle decorazioni sulle pareti e sui sottogronda, agli affreschi ed alle cassettonature lignee. Dopo i lavori di adeguamento eseguiti nel 2000 la villa è divenuta sede delle suore spagnole della congregazione di Santa Maria Josefa del Cuore di Gesù, occupate in opere di assistenza domiciliare ad anziani ammalati.
Villa Paracchi
Sita in via Repubblica, nella parte centrale del centro storico, con affaccio su piazza Pertini, la villa, costruita nel corso del XVII secolo, si presenta come un edificio di due piani fuori terra con pianta ad U su una corte interna con facciata concava nella parte centrale. La facciata principale della villa è inserita all'interno del fronte degli edifici che si affacciano sul lato sud di via Repubblica. Sul retro della villa, a partire dalla corte interna, si apre il giardino privato.
Pur non presentando particolari elementi di pregio sulle facciate esterne, la peculiarità della villa è rappresentata dalla concavità presente sulla facciata principale in corrispondenza dell'ingresso. Essa si presenta in utilizzo, ospitando residenze private nel corpo centrale e uffici nelle porzioni laterali.
Villa Reina
Ubicata in vicolo San Gervaso, nella parte orientale del centro storico, la sua costruzione risale al XVIII secolo. La villa si presenta come un edificio a due piani fuori terra con pianta a blocco quasi quadrato, con due brevi ali alle estremità formanti una esse; dalla porzione meridionale si estende il giardino privato della residenza. Una particolarità di villa Reina è data dalla presenza di un antico stemma araldico sulla facciata esterna, sopra al portone d'ingresso.
Villa Venino
Villa Venino sorge in Largo Padre Ambrogio Fumagalli, nel centro storico di Novate Milanese. Costruita nel XVII secolo, è composta da un blocco lineare con un triportico centrale, una torretta belvedere e ali minori che delimitano una corte secondaria. La struttura è stata restaurata ed è divenuta sede della biblioteca e di alcuni uffici comunali, insieme a residenze private. Il giardino, intitolato a Lidia Conca, ospita alcune piante secolari, ed è stato restituito alla cittadinanza nel 2010. La villa era in origine di proprietà della famiglia Venini, nel 1877 divenuta Venino, e in seguito ceduta al comune di Novate Milanese e parzialmente a privati. In origine, l'immobile era inserito in un contesto produttivo agricolo, incentrato specialmente nella coltivazione di asparagi, granoturco e frumento.
Villa Testori
Ufficialmente Casa Testori, per avere dato i natali a Giovanni Testori, la villa sorge in prossimità del centro cittadino, accanto alla omonima fabbrica. La villa rappresenta il luogo dove Testori ha trascorso gran parte della sua vita e dove hanno preso corpo alcune delle sue più importanti produzioni.
La villa è stata chiusa nei primi anni Novanta, ed è stata eccezionalmente aperta nel 2003, nel periodo in cui si sono svolte le iniziative commemorative del decennale della scomparsa dello scrittore. Villa Venino ha infatti ospitato per un mese la significativa esposizione del grande ciclo dei Pugilatori, dipinti da Testori nei primi anni Settanta ed esposti nel luminoso salone della casa: sulle pareti dello scalone, che interrompe il corridoio, campeggiavano dipinti con grandi mazzi di dalie; nel corridoio scuro che dà accesso al salone, erano esposti i piccoli quadri con i ciclamini del 1971. Dopo una stanza di disegni, acquarelli e foto legati al tema dei "Pugili", il percorso si concludeva con un approfondimento sulla storia della casa e della famiglia Testori ed una ricostruzione delle raccolte di dipinti ospitate dalla villa nel corso degli anni. È in seguito divenuta sede dell'omonima associazione culturale.

### Altro
Torre dell'acquedotto

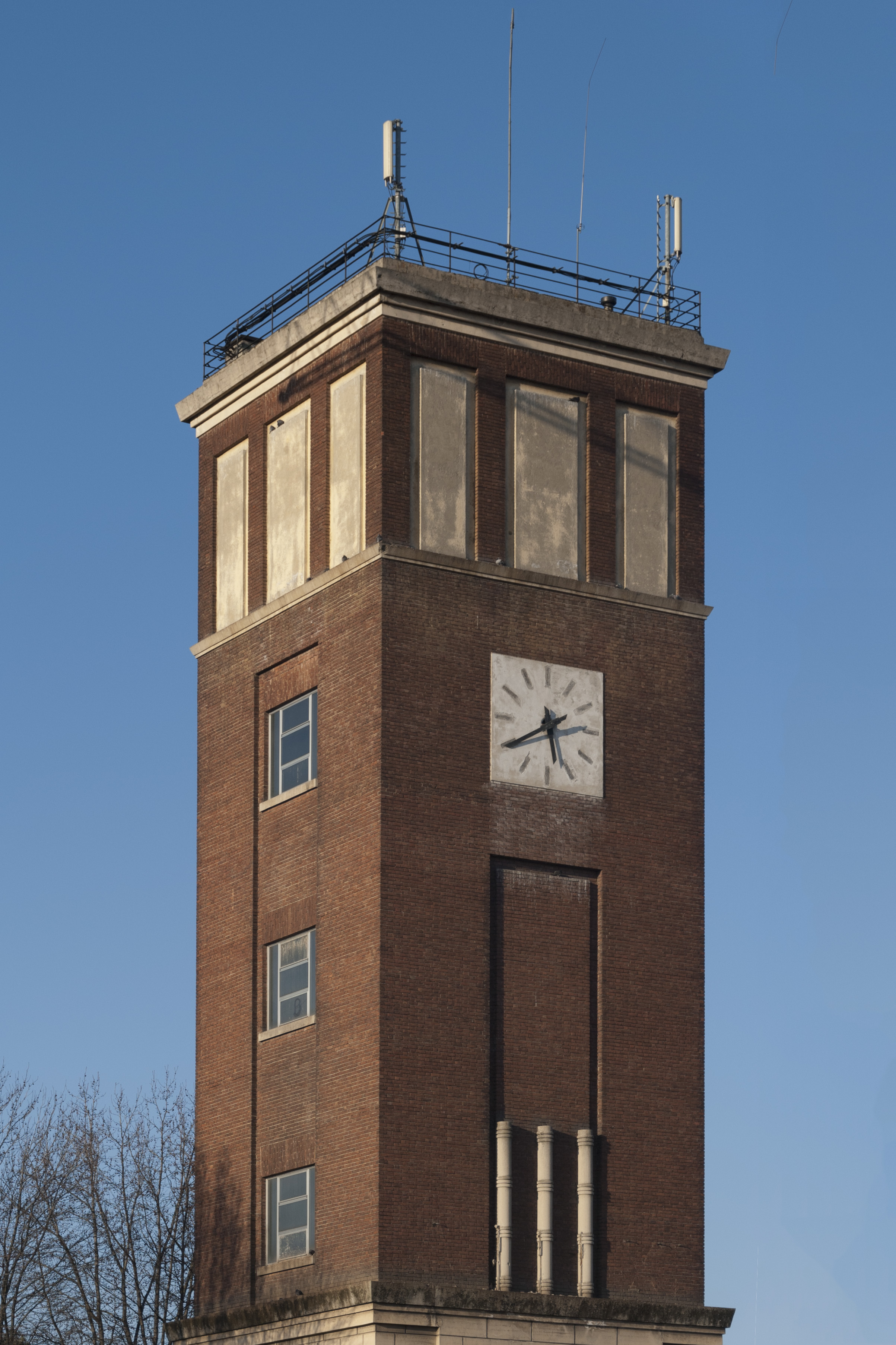
La torre dell'acquedotto

È stata progettata dall'ingegnere Emilio Noè il 30 agosto 1933 e realizzata su appalto del consorzio per l'acqua potabile ai comuni della provincia di Milano, per migliorare l'approvvigionamento idrico da parte dei cittadini novatesi, che fino ad allora avveniva attraverso i pozzi domestici che traevano acqua dalla falda più superficiale, soggetta a gravi inquinamenti. Esteticamente, la costruzione assume il caratteristico aspetto di torre littoria, preferito rispetto ai tradizionali serbatoi in virtù della possibilità di ricavare nella struttura anche locali con diversa destinazione.
Monumento ai caduti

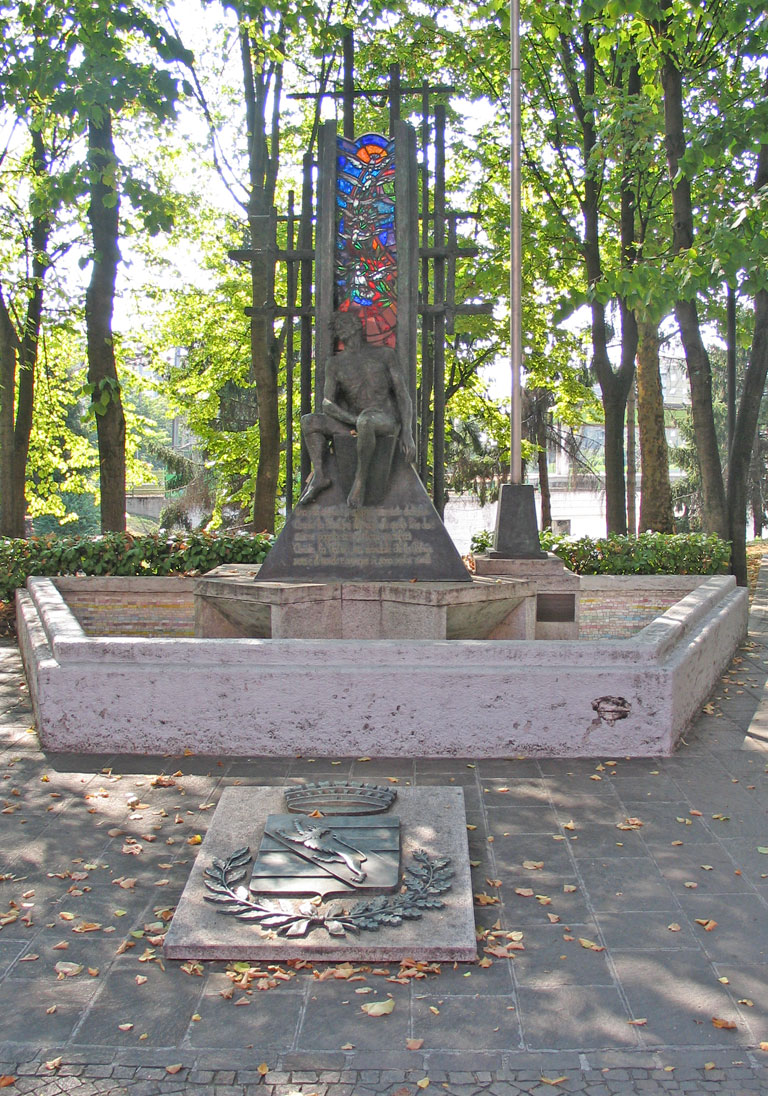
Monumento ai caduti, di Ambrogio Fumagalli

Realizzato nel 1989 da padre Ambrogio Fumagalli, sorge di fronte al municipio e ha come soggetto una figura umana, in punto di morte, accasciata contro una struttura parallelepipeda, attorniata da numerose aste. L'opera è realizzata prevalentemente in bronzo, con inserti di mosaico e vetro. La vetrata colorata, specialmente, vuole richiamare la pace interiore dell'uomo, appagato dalla consapevolezza di vivere nella pace della resurrezione.
Monumento ad Alcide De Gasperi
Mezzobusto in bronzo, realizzato nel 1960 dallo scultore Ermenegildo Ricci Della Quercia, trova collocazione nell'omonimo largo, tra via XXV Aprile e via Ariosto.
Monumento a Sandro Pertini
Situato nella piazza omonima, nel luogo dove anticamente sorgeva un cinema, il mezzobusto in bronzo dedicato al presidente della Repubblica Italiana è stato realizzato dallo scultore Luigi Teruggi e inaugurato il 2 giugno 1996, per donazione dei socialisti novatesi.
Monumento ad Aldo Moro e alla sua scorta
Inaugurato al pubblico il 10 maggio 1998, il monumento è stato realizzato dallo scultore Antonio De Nova: si compone di una stele marmorea sulla quale si staglia l'effigie di Aldo Moro. Alla base sono collocati cinque blocchi rettangolari, a ricordo di ciascuno dei membri della scorta rimasti uccisi nell'agguato del 16 marzo 1978, mentre sul retro trova spazio una citazione tratta dalle parole di papa Paolo VI pronunciate nel giorno del ritrovamento del cadavere di Moro.
Monumento ai Martiri delle Foibe
Ubicata in piazza Martiri della Libertà, all'interno del giardino dedicato proprio ai martiri delle foibe, l'opera è stata inaugurata nel 2001 per decisione assunta dal Consiglio Comunale già nel 1996. Il monumento è formato da un grande blocco di granito sul quale è posizionata una scultura a forma di libro con iscritta una dedica in ricordo delle vittime dell'eccidio.

### Aree naturali
Parco della Balossa (Parco Nord Milano)
     Parchi cittadini
In aggiunta ai parchi cittadini, sul territorio di Novate Milanese e, in parte, di Cormano è presente il parco sovracomunale della Balossa, istituito nel 2006 e dal dicembre 2015 parte integrante del Parco Nord Milano.
Il parco consta in una vasta area agricola pianeggiante che conta un'estensione di circa 150 ha, limitata a nord dal tracciato dell'autostrada A52, che ricalca quello della precedente strada provinciale 46 Rho-Monza, a sud parzialmente dal tracciato dell'autostrada A4 e parzialmente dai fabbricati industriali siti tra i comuni di Novate Milanese e Cormano, a ovest dai fabbricati urbani di Novate Milanese e a est dalla strada provinciale 44, la quale lo separa dai fabbricati siti nel comune di Cormano.

## Società

### Evoluzione demografica

#### Pre-unitaria
| Anno        | 1574 | 1590 | 1613 | 1632 | 1636 | 1688 | 1709 | 1741 | 1747 | 1770 | 1773 | 1795 | 1851 | 1860 |
| ----------- | ---- | ---- | ---- | ---- | ---- | ---- | ---- | ---- | ---- | ---- | ---- | ---- | ---- | ---- |
| Popolazione | 792  | 750  | 850  | 600  | 600  | 600  | 735  | 1000 | 800  | 970  | 1003 | 1200 | 2010 | 2188 |

#### Post-unitaria
Abitanti censiti

### Etnie e minoranze straniere
Al 1º gennaio 2025 la popolazione straniera è risultata di 1894 persone, pari al 9,33% della popolazione. Le comunità maggiormente rappresentate al 1º gennaio 2024, secondo i dati dell'Istituto nazionale di statistica, sono risultate le seguenti:
1. Albania: 233
2. Romania: 220
3. Perù: 202
4. Egitto: 177
5. Ucraina: 126
6. Sri Lanka: 91
7. Cina: 89
8. Brasile: 59
9. Ecuador: 54
10. Filippine: 49

## Cultura

### Biblioteche

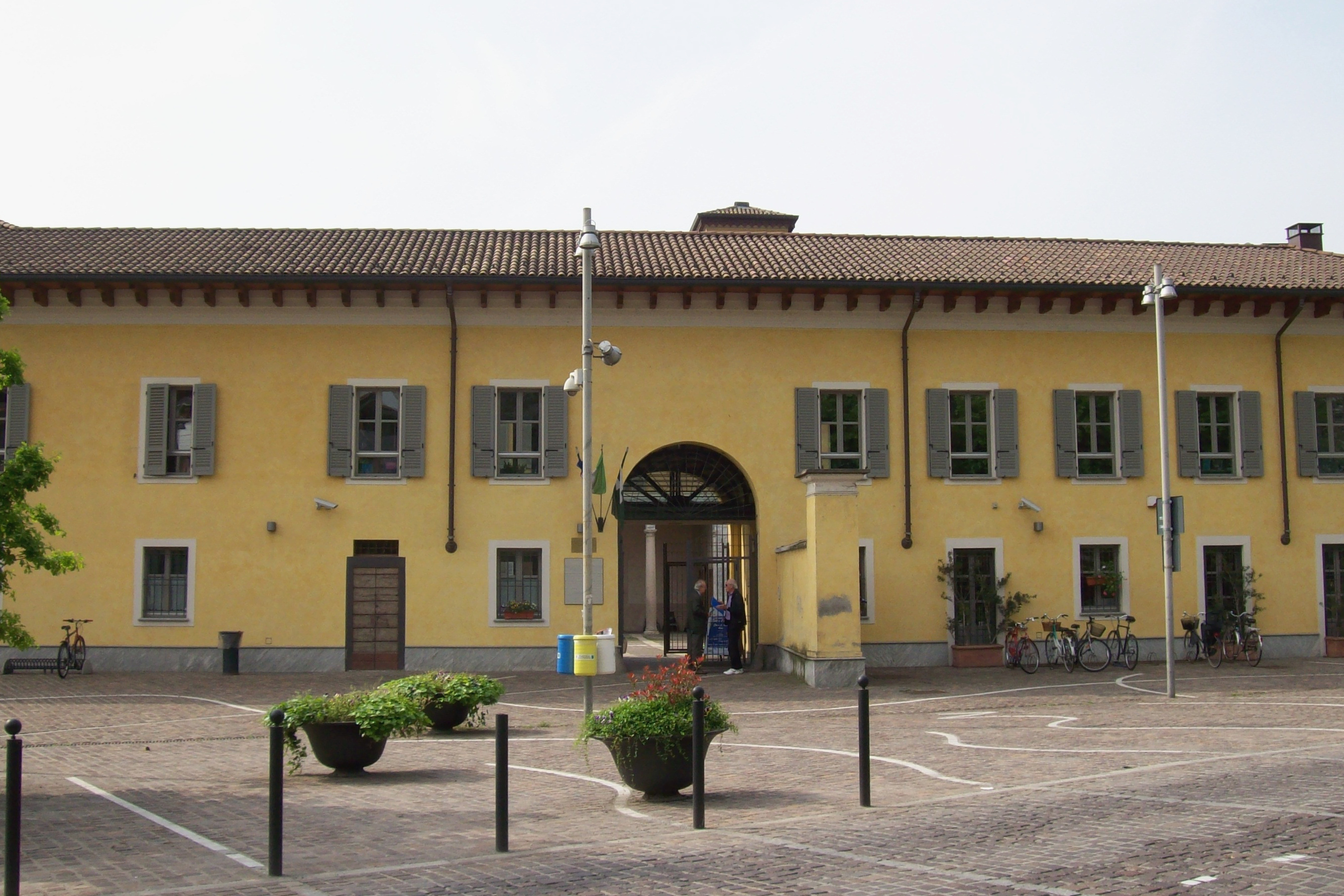
La biblioteca comunale di Novate Milanese, nella sede di Villa Venino

La biblioteca di Novate Milanese sorge nel 1953 . Dal 2006 si trova presso la residenza storica di Villa Venino.
È parte dell'azienda speciale consortile Culture Socialità Biblioteche Network Operativo, che coordina i servizi bibliotecari con le altre strutture dell'area a nord di Milano.
In aggiunta alla biblioteca comunale, nel 2019 l'amministrazione comunale ha predisposto un ulteriore spazio dedicato alla cultura, denominato "Di Vittorio 22", anch'esso è parte del circuito CSBNO.

### Scuole
A Novate Milanese hanno sede due istituti comprensivi statali, intitolati rispettivamente a don Lorenzo Milani e a Giovanni Testori. Il primo si compone di due scuole dell'infanzia, di una scuola primaria e di una scuola secondaria di primo grado; il secondo si compone di una scuola dell'infanzia, di due scuole primarie e di una scuola secondaria di primo grado. Completano il tessuto di istituti scolastici novatesi due scuole dell'infanzia paritarie.

## Geografia antropica
Città storica
     Città moderna
     Città produttiva
     Territorio frammentato
     Territorio libero infra-urbano
     Territorio agricolo compatto
     Elementi della pianura irrigua
     Ferrovia
     Grandi vie di comunicazione

Mappa di Novate Milanese per classificazione paesaggistica
Città storica
Città moderna
Città produttiva
Territorio frammentato
Territorio libero infra-urbano
Territorio agricolo compatto
Elementi della pianura irrigua
Ferrovia
Grandi vie di comunicazione

Nel tessuto urbano novatese può essere distinta in primo luogo un'area centrale, corrispondente al centro storico cittadino; attorno ad essa si sviluppa un'area urbanizzata ben più estesa, iniziatasi a sviluppare con il primo dopoguerra e destinata ad uso prevalente di residenze e servizi; infine, specialmente in area periferica, trova luogo un apparato urbanistico destinato all'uso produttivo-industriale.
     Edifici con rilevanza storico-architettonica

Mappa del centro storico.
Edifici con rilevanza storico-architettonica

Il centro storico novatese si sviluppa, già a partire dal Seicento, nell'area di intersezione tra i due importanti assi viari del tempo: il primo correva verticalmente e corrispondeva alle moderne vie Bollate, Garibaldi e Matteotti mentre il secondo correva orizzontalmente, lungo la moderna via Repubblica. Sviluppandosi l'apparato urbanistico lungo tali assi viari, il centro storico novatese arriverà ad assumere nei secoli seguenti la sua conformazione definitiva. Nel secondo dopoguerra alcune aree del centro storico sono state oggetto di un intervento di parziale rinnovamento urbanistico e nuovamente nel 2024, a cui è seguita la costituzione di un centro commerciale naturale.
All'interno del perimetro del centro storico novatese si trovano altresì i beni di maggiore rilevanza storico-architettonica della città, tra cui i più antichi edifici religiosi novatesi e il complesso di ville gentilizie cittadine, insieme ai principali edifici pubblici come la sede primaria della biblioteca e il municipio, oltre al parco comunale Marco Brasca.
Il restante territorio comunale è ripartito, con eccezione di minori aree a destinazione tecnica, nel tessuto residenziale moderno e zone industriali. Il primo rappresenta quella porzione del tessuto urbano il cui sviluppo va fatto risalire al primo dopoguerra, quando la costruzione di edifici residenziali inizia a sconfinare rispetto al centro storico, specialmente lungo il prolungamento nord della direttiva di via Bollate, per poi estendersi anche alla zona ovest rispetto alla ferrovia, dove i primi sviluppi risalgono agli anni Trenta, crescendo però nel secondo dopoguerra. Lo sviluppo urbano di tali aree continua ad intensificarsi nei decenni successivi, anche in funzione dell'aumento demografico e del fenomeno dell'emigrazione interna. Mutano negli anni anche le caratteristiche degli edifici residenziali, passando da complessi unifamiliari o bifamiliari di pochi piani sopra suolo ad unità pluripiano ad alta densità abitativa.

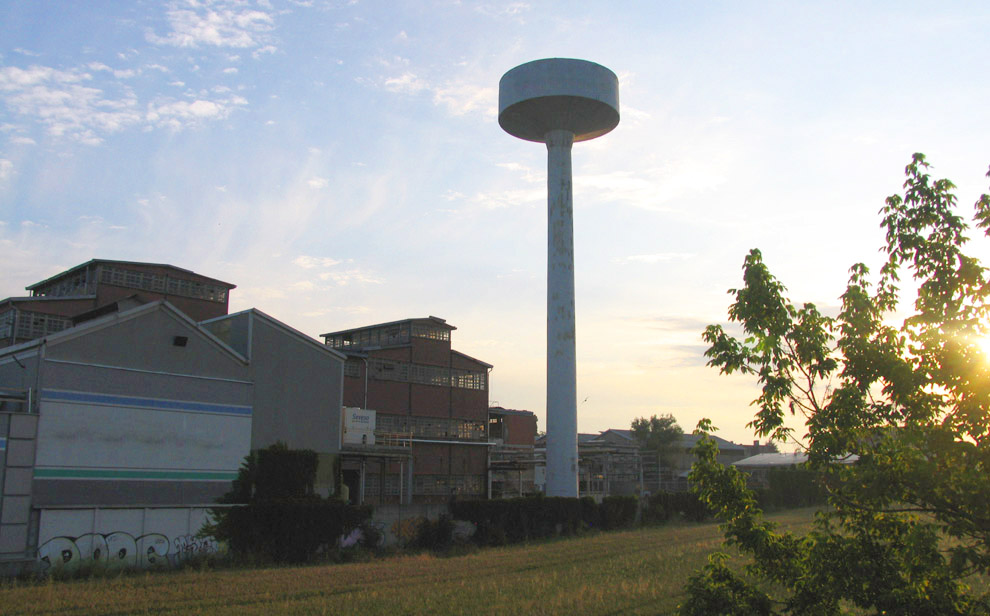
La zona industriale ad ovest della ferrovia

Per quanto concerne le aree a destinazione produttivo-industriale, nel territorio comunale si distinguono tre aree con tale indirizzo: una nella porzione est della città, che si estende approssimativamente tra il tracciato dell'autostrada A4, il confine est con Cormano e il confine sud con Milano; la seconda trova invece luogo nella porzione ovest della città, approssimativamente tra la ferrovia e il confine con Baranzate. A sé stante è infine l'area industriale più antica, occupata dalla Manifattura Testori, che sorge a ridosso del centro cittadino.
Tali aree sono occupate in prevalenza da capannoni di medie o grandi dimensioni.

## Economia
Le prime attività economiche di Novate Milanese sono interamente ricondotte all'ambito agricolo e al piccolo allevamento: specialmente significativa è stata la bachicoltura, iniziatasi a sviluppare nel comune già dal Quattrocento, quando per decreto di Galeazzo Maria Sforza datato 15 settembre 1470, venne istituito in tutti i sobborghi di Milano l'obbligo di piantumare cinque alberi di gelso ogni cento pertiche di terra.
Tale assetto vede un primo ma sostanziale mutamento solo con l'entrata in funzione delle Ferrovie Nord, tra la fine dell'XIX secolo e gli inizi del XX secolo, quando appaiono sul territorio novatese edifici industriali: prime fra tutte le industrie tessili e di abbigliamento a cui, nei decenni successivi, si affiancheranno industrie metalmeccaniche, chimiche e manutentive, tra cui in special modo quelle al servizio della ferrovia.
Al 2001, il settore economico maggiormente sviluppato continua ad essere quello dell'industria manifatturiera, benché con un calo delle maestranze del 16% rispetto a vent'anni prima, occupando attorno al 27% dei lavoratori totali. Seguono a breve distanza il settore commercio, riparazioni, alberghiero e pubblici esercizi (attorno al 26% del totale) e il settore trasporti e comunicazioni (attorno al 23% del totale). È proprio quest'ultimo settore a fare registrare il maggior sviluppo nel ventennio, con un numero di occupati più che quadruplicato. Negativi invece gli andamenti per i settori dell'industria estrattiva e dell'energia che sul territorio cessano totalmente con l'inizio del nuovo millennio; in diminuzione anche gli occupati nel settore delle assicurazioni e del credito.
Al 2010, il settore industriale continua ad occupare una porzione rilevante di novatesi (25%); spicca inoltre il settore artigiano dove si registrano oltre 800 attività e un'occupazione di dipendenti attorno al 30% del totale. Seguono il settore dei servizi e del commercio (rispettivamente al 26% e 11%). Tra i settori economici minori figurano infine l'ambito dei pubblici esercizi, delle grandi strutture di vendita e degli ambulanti.
Al 2011, continua il calo dell'occupazione delle attività manifatturiere, che si assestano attorno al 16%, con aumento di occupati nei settori del commercio, dei trasporti e delle comunicazioni; leggermente negativo l'andamento per il settore delle costruzioni, che perde attorno ad un punto percentuale.
Al 2022, gli occupati nel settore manifatturiero calano di ulteriori due punti percentuali, seguiti dagli occupati nel settore del commercio che passano dal 29% al 22%; invertono invece la tendenza negativa i settori del credito e delle costruzioni, rimanendo in costante aumento il settore dei trasporti e delle comunicazioni.
| Settore | Settore                                              | 1981   | 2001        | 2001   | 2011        | 2011   | 2022        | 2022   |
| ------- | ---------------------------------------------------- | ------ | ----------- | ------ | ----------- | ------ | ----------- | ------ |
|         | Agricoltura e pesca                                  | 0,00%  | Aumento     | 0,08%  | Diminuzione | 0,03%  | Diminuzione | 0,00%  |
|         | Industria estrattiva                                 | 6,87%  | Diminuzione | 0,00%  | Stabile     | 0,00%  | Stabile     | 0,00%  |
|         | Industria manifatturiera                             | 37,12% | Diminuzione | 26,78% | Diminuzione | 16,30% | Diminuzione | 14,10% |
|         | Energia, gas e acqua                                 | 16,18% | Diminuzione | 0,00%  | Aumento     | 0,27%  | Diminuzione | 0,24%  |
|         | Costruzioni                                          | 4,66%  | Aumento     | 9,37%  | Diminuzione | 8,13%  | Aumento     | 8,58%  |
|         | Commercio, riparazioni, alberghi e pubblici esercizi | 16,05% | Aumento     | 25,87% | Aumento     | 29,22% | Diminuzione | 22,03% |
|         | Trasporti e comunicazioni                            | 6,26%  | Aumento     | 22,85% | Aumento     | 30,83% | Aumento     | 34,14% |
|         | Credito e assicurazioni                              | 4,13%  | Diminuzione | 1,26%  | Diminuzione | 0,43%  | Aumento     | 1,07%  |
|         | Altri servizi                                        | 8,73%  | Aumento     | 13,80% | Aumento     | 14,78% | Aumento     | 19,84% |

Segue inoltre una tendenza in aumento il numero delle piccole e medie imprese sul territorio, segno del progressivo rimpiazzo delle grandi industrie con realtà economiche più ridotte: nel 2023 se ne sono contate 1842.

## Infrastrutture e trasporti

Mappa di Novate Milanese

### Strade
Novate Milanese è servita, congiuntamente con la vicina Bollate, dallo svincolo Novate-Bollate, posto sulla tangenziale Nord di Milano, codificata come Autostrada A52.
Nella parte meridionale corre invece il tratto urbano dell'autostrada A4 Torino-Trieste.
Il comune è inoltre attraversato dalla Strada provinciale 306 della Balossa, aperta al traffico il 2 dicembre 2023.

### Ferrovie
Il comune è servito dalla stazione di Novate Milanese, posta sulla linea Milano-Saronno gestita da Ferrovienord.
La stazione ferroviaria ha sostituito la precedente struttura, dismessa nel 1992 e abbattuta.

### Mobilità urbana
I trasporti urbani vengono svolti con servizi regolari di autobus operati dalla società ATM.
I collegamenti interurbani sono gestiti stagionalmente da Airpullman

## Amministrazione

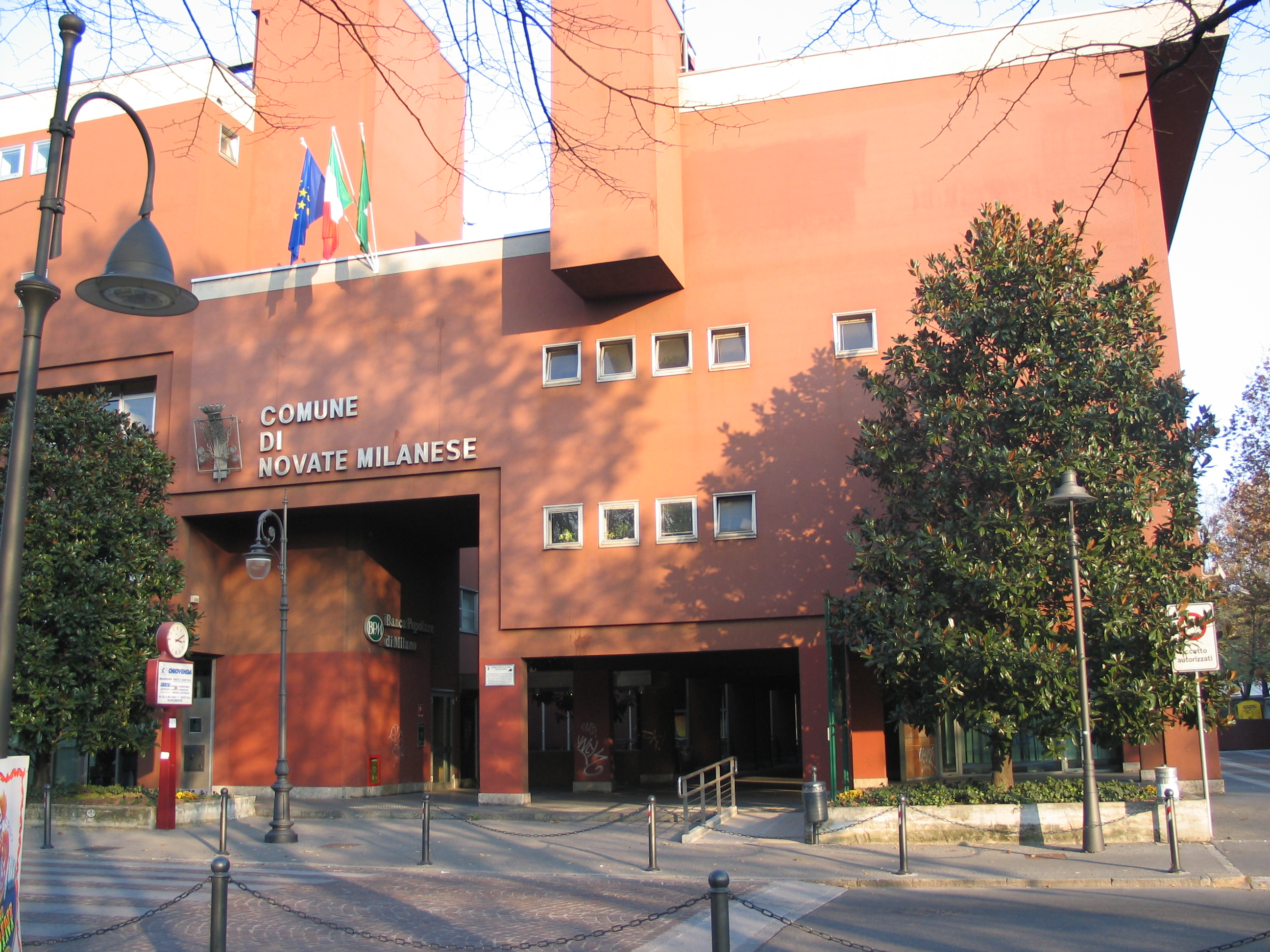
Municipio di Novate Milanese

La storia politico-amministrativa di Novate è stata caratterizzata, a partire dai decenni successivi all'Unità d'Italia, da un travagliato alternarsi di sindaci e figure reggenti chiamate a sopperire alle assenze, a vario titolo, dei titolari della carica amministrativa.
Tra i numerosi abbandoni della carica, spicca quello del sindaco Clemente Bonfanti, primo sindaco socialista di Novate, che con l'entrata dell'Italia nel primo conflitto mondiale fu costretto a recarsi al fronte, dove peraltro morì pochi mesi più tardi.
Con il ventennio fascista alle porte, nell'agosto 1923 l'allora sindaco Santino Uboldi dovette abbandonare la carica in favore di commissari prefettizi e in seguito di Alfredo Pigorini, dapprima brevemente sindaco e successivamente podestà del comune di Novate Milanese, secondo le imposizioni del regime.
Per tutto il corso del periodo fascista, si alternarono alla guida della città i podestà di nomina governativa, con mandato quadriennale, fino alla Liberazione, che nella storia di Novate Milanese vede figura cardine in Carlo Ghezzi, sindaco dapprima della Giunta provvisoria nominata dal Comitato di Liberazione Nazionale e poco più tardi sindaco dell'amministrazione straordinaria che condusse Novate alle elezioni dell'aprile 1946, alle quali Ghezzi fu confermato, continuando a guidare Novate fino a metà anni Sessanta.
L'amministrazione novatese del dopoguerra si caratterizza da una netta prevalenza di sindaci legati alla sinistra e al centro-sinistra; la prima giunta orientata politicamente a centro-destra si ebbe solo nel 1999, quando Luigi Silva fu scelto come primo cittadino per un doppio mandato.
Nel XXI secolo, alla sostituzione di Silva si assistette al ritorno di una giunta di centro-sinistra, per tre mandati, ai quali seguì nel 2024 l'avvicendamento di un nuovo sindaco di centro-destra.

### Altre informazioni amministrative
Il comune di Novate Milanese è parte, unitamente ai comuni di Baranzate, Bollate, Cesate, Garbagnate Milanese, Senago e Solaro, all'azienda speciale consortile Comuni Insieme per lo sviluppo Sociale.

## Sport

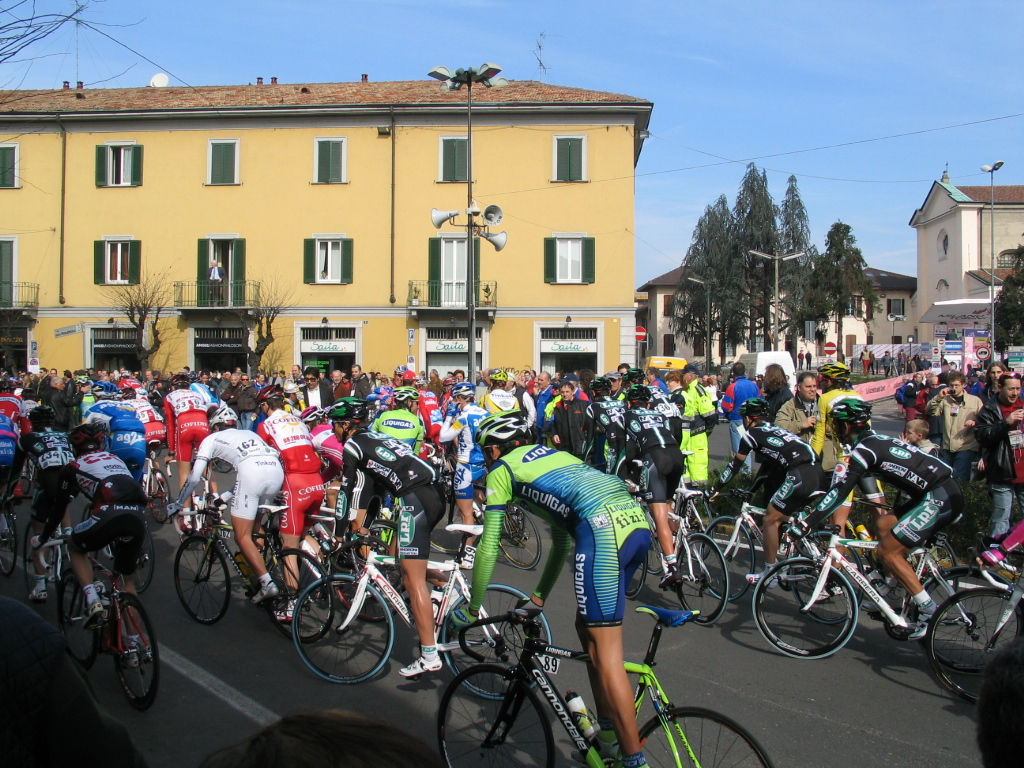
La partenza della Milano-Torino da Novate Milanese nel 2007

Nel campo del calcio, della pallacanestro e della pallavolo è attiva a Novate Milanese l'associazione sportiva dilettantistica OSAL Novate. Sempre in campo calcistico è attiva pure l'associazione calcio dilettantistica Pro Novate.
Da Novate Milanese prendeva il via la classica ciclistica Milano-Torino, in memoria di Vincenzo Torriani.

### Impianti sportivi
Centro Polifunzionale Polì
Il Centro Polifunzionale Polì, inaugurato il 28 settembre 2003, è un centro sportivo attrezzato con vasche per acquaticità e nuoto libero, tra cui specialmente una vasca di lunghezza 25 m, oltre ad aree destinate a fitness, wellness e tre palestre.
L'impianto è inattivo a partire dalla pandemia di COVID-19, a causa delle difficoltà economiche che hanno colpito la società che lo aveva in concessione.
Palazzetto dello sport
Il palazzetto dello sport sorge all'interno del parco comunale Carlo Ghezzi ed è stato edificato nel 1966. Integralmente ristrutturato nei primi anni 2000 viene ampliato fino a raggiungere una superficie di 2619 m², risultando una delle strutture più ampie della Lombardia.
Centro Sportivo Vincenzo Torriani
Ubicato nella via omonima, il centro sportivo Vincenzo Torriani presenta due campi da calcio a undici regolamentari, uno in erba naturale e uno in erba sintetica, oltre ad una pista per atletica leggera, conforme ai regolamenti CONI.